# Мустафа Карахасан
Мустафа Карахасан (мак. Мустафа Карахасан) — македонський письменник-оповідач, романіст, есеїст і драматург  .

## Біографія
Нвродився у Скоп'є 14 липня 1920 року. Закінчив філософський факультет у Скоп'є. Працював у Республіканському інституті сприяння освіті в Македонії. Член Македонської асоціації письменників з 1979 року. Твори: Маленькі герої (оповідання, 1950), Ваташанка (оповідання, 1951), Сльози в серці (оповідання, 1954), В'язничні записки (спогади, 1955), Сусанна (роман, 1956), Мара (роман, 1972) ), «Семиголовий гігант» (короткі оповідання для дітей, 1973), «Ідеологія Тіто» (дослідження, 1980), «Вибрані статті» або «Македонія від відродження до соціалістичної революції 1879—1945» (1983).